# Gauthier Ier Berthout
Pour les articles homonymes, voir Maison Berthout, Berthout et Gauthier Ier.
Gauthier Ier Berthout, également appelé Wauthier ou Walter de Grimberghe, est un membre de la noblesse féodale du duché de Basse-Lotharingie qui vécut entre la fin du XIe siècle et le début du XIIe siècle. Il était seigneur de Grimbergen et est connu pour y avoir fondé l'abbaye de Grimbergen.

## Biographie
Le premier acte mentionnant l'existence de Gauthier Berthout est une donation faite en 1096 par la comtesse Ide de Boulogne au profit de l'abbaye d'Affligem,. Gauthier y apparait comme témoin, aux côtés des trois fils de la comtesse : Godefroy, Eustache et Baudouin. Il suivit d'ailleurs Godefroy en Palestine lors de la première croisade,.
Il aurait hérité la seigneurie de Grimbergen du droit de sa femme, petite-fille de Gauthier de Grimbergen. Cette alliance lui aurait permis d'acquérir des biens importants venant de cette famille[réf. nécessaire].
Gauthier fonde aux environs de l'an 1110 l'abbaye de Grimbergen, au profit des chanoines réguliers de l'ordre de Saint-Augustin. L'abbaye est ensuite occupée par des moines de l'ordre de Saint-Benoit puis est confiée, en 1128, à Saint-Norbert par les fils de Gauthier, Arnould et Gérard.
On rapporte que Gauthier mourut en 1120 et fut enterré dans l'abbaye de Grimbergen,.

## Filiation
De son mariage avec Adelise de Grimberghe,, Gauthier aurait eu quatre enfants :
- Arnould (†1147[6]) qui lui succède ;
- Gérard (†1131[7]) ;
- Albéric ;
- Liutgarde, épouse de Baudouin III de Gand (nl).